# ボーヴォワール＝シュル＝メール
ボーヴォワール＝シュル＝メール （Beauvoir-sur-Mer）は、フランス、ペイ・ド・ラ・ロワール地域圏、ヴァンデ県のコミューン。コート・デュ・リュミエール（陽光海岸）に面している。

## 地理

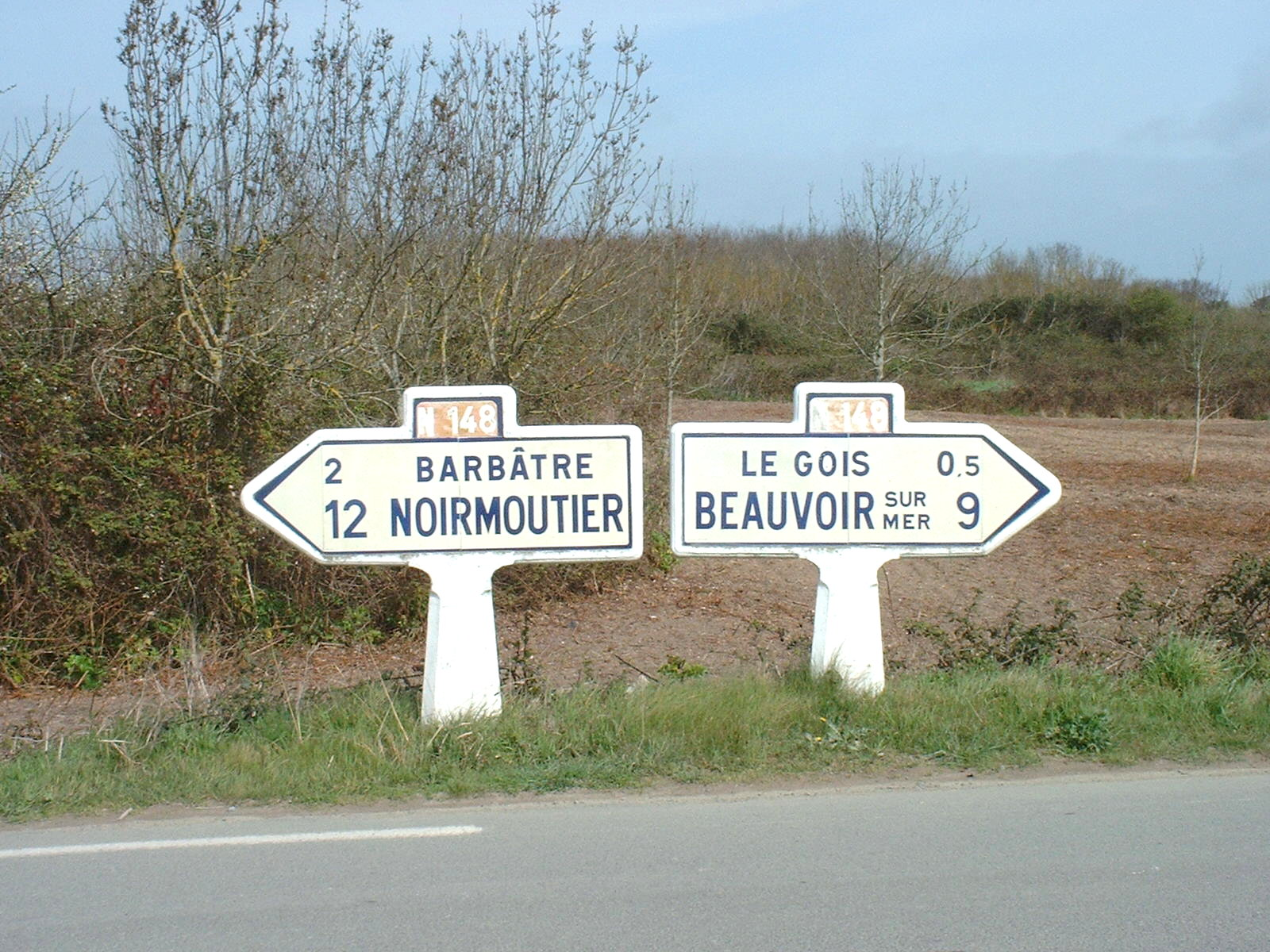
パッサージュ・ド・ゴワの道路標識

コミューンはラ・ロッシュ＝シュル＝ヨンのおよそ50km西に位置している。シャランとは20km、本土と橋でつながるノワールムティエ島と20km離れている。干潮時になると現れるパッサージュ・デュ・ゴワでノワールムティエ島に渡れば、およそ10kmの距離となる。

## 歴史
ボーヴォワール＝シュル＝メールは、ガロ＝ローマ時代にAmpennumの名で知られていた。聖グスタンはこの地で1040年に亡くなっている。
15世紀、ボーヴォワール＝シュル＝メールの領地はアンボワーズ家が支配するトゥアール子爵領に併合された。
ボーヴォワール＝シュル＝メールは、ヴァンデにおけるカルヴァン派の牙城の一つだった。
16世紀、ガルナシュの女領主フランソワーズ・ド・ロアンは、クレーヴの奥方の中でその不幸が描かれた人物である。彼女は宗教戦争を逃れ、ボーヴォワール＝シュル＝メールでリーグ派を迫害した。彼女はポルトガル王を僭称したアントニオ・デ・ポルトゥガル、詩人アンドレ・ド・リヴォードーと彼の友フランソワ・ビエトを歓迎した。
1689年、ルイ14世はボーヴォワール＝シュル＝メールの城の解体を命じた.
。
ナポレオン・ボナパルトが、ヴァンデ最初の主要道の1つ、ラ・ロッシュ＝ナポレオン（現在のラ・ロッシュ＝シュル＝ヨン）-ボーヴォワール＝シュル＝メール間の建設を命じた。
2011年、ボーヴォワール＝シュル＝メールでツール・ド・フランスが開催された。

## 人口統計
| 1962年 | 1968年 | 1975年 | 1982年 | 1990年 | 1999年 | 2006年 | 2012年 |
| ------ | ------ | ------ | ------ | ------ | ------ | ------ | ------ |
| 2478   | 2798   | 3041   | 3165   | 3277   | 3399   | 3652   | 3930   |

source=1999年までLdh/EHESS/Cassini、2004年以降INSEE

## 史跡
- サン・フィリベール教会 - ノルマン人によって破壊された修道院の敷地内に建設された。10世紀に建てられたロマネスク様式、12世紀の初期ゴシック様式、14世紀の純ゴシック様式の部分を含む。
- パッサージュ・デュ・ゴワ - ブルニューフ湾にある潜水道路。本土とノワールムティエ島の間にあり、全長4.125km。

### 参照
1. ↑  Réélu en 2008 et 2014.